# Alec M. Pridgeon
Alec M. Pridgeon (1950) es un botánico inglés. En los círculos de las orquídeas es muy conocido por haber sido Editor de la "American Orchid Society Bulletin" (hoy es Orchids) y editor Fundante de la revista científica de orquídeas: Lindleyana.
Se graduó en Biología en 1977, ha escrito o coescrito más de 60 artículos científicos, capítulos de libros, y más de 100 de divulgación, coescrito y codirigido cinco videotapes, editado 12 libros incluyendo los Proceedings del 14º World Orchid Conference, y "La Enciclopedia Ilustrada de Orquídeas, y compilado el "Orchid Action Plan" para la "Species Survival Commission" de IUCN en Ginebra.

## Algunas publicaciones
- Pridgeon, AM; PJ Cribb, MW Chase, FN Rasmussen. 2014. Genera Orchidacearum, vol. 6. Epidendroideae (parte 3) Oxford University Press.

- -----------------, -----------, --------------, -------------------. 2009. Genera Orchidacearum Volumen 5: Epidendroideae. Parte II. 664 pp. ISBN 0-19-850713-5

- -----------------, -----------, --------------, -------------------. 2005.  Genera Orchidacearum: Volumen 4: Epidendroideae (Parte 1)

- -----------------, -----------, --------------, -------------------. 2003.  Genera Orchidacearum: Volumen 3: Orchidoideae (Parte 2), Vanilloideae. Ed. Oxford University Press. 400 pp. ISBN 0-19-850711-9

- * -----------------, -----------, --------------, -------------------. 1999.  Genera Orchidacearum: Volume 1: General Introduction, Apostasioideae, Cypripedioideae. Ed. Oxford University Press. 240 pp. ISBN 0-19-850513-2

## Honores
- curador visitante del "Florida Museum of Natural History" de la Universidad de Florida

### Membresías
- de la "Sainsbury Orchid" de la Royal Botanic Gardens, Kew
- de la Sociedad linneana de Londres
- La abreviatura «Pridgeon» se emplea para indicar a Alec M. Pridgeon como autoridad en la descripción y clasificación científica de los vegetales.[1]

## Fuente
- Datos biográficos en Oxford University Press